# Luciana Souza
Luciana Souza (São Paulo, 14 de julho de 1966) é uma premiada cantora e compositora de jazz que já passou pela música clássica.
Sua canção "Muita Bobeira" foi uma das faixas gratuitas instaladas no Windows Vista.
Luciana Souza já foi nomeada ao Grammy Award seis vezes nas categorias de Melhor Álbum de Jazz Vocal (cinco vezes) e Melhor Álbum de Jazz Latino (uma vez) em 2003, 2004, 2006 e 2010 e duas vezes em 2013. Ela já participou e gravou com músicos e compositores de jazz renomados como Danilo Perez, Hermeto Pascoal, Romero Lubambo, Maria Schneider, Kenny Werner, John Patitucci, Herbie Hancock e Osvaldo Golijov.  Luciana Souza também já trabalhou com Paul Simon e James Taylor.
Ela está casada com o produtor musical Larry Klein desde 2006.

## Obras
Solo
- The Book of Longing (Sunnyside, 2018)[2]
- Speaking in Tongues (Sunnyside, 2015)[2]
- The Book of Chet (Sunnyside, 2012)[3] - Álbum indicado ao Grammy
- The Book of Chet (Sunnyside, 2012)[3] — Álbum indicado ao Grammy
- Duos III (Sunnyside, 2012)[3] - Álbum indicado ao Grammy
- Tide (Universal Jazz France, 2009) - Álbum indicado ao Grammy
- The New Bossa Nova (Universal Jazz France, 2007)[4][5]
- Duos II (Sunnyside, 2005)[6] - Álbum indicado ao Grammy
- Neruda (Sunnyside, 2004)
- North and South (Sunnyside, 2003) — Álbum indicado ao Grammy
- Brazilian Duos (Sunnyside, 2002) — Álbum indicado ao Grammy
- The Poems of Elizabeth Bishop and Other Songs (Sunnyside, 2000)
- An Answer to Your Silence (NYC, 1998)

Com parcerias ou como contribuidora
- Clarisse Assad, Imaginarium, 2014, Adventure Music
- Derek Bermel, Canzonas Americanas, 2012, Cantaloupe
- Ryan Truesdell, Centennial, 2012, ArtistShare
- Vince Mendoza, Nights on Earth, 2011, Horizontal
- Bobby Mcferrin, VOCAbuLaries, 2010, Emarcy
- Till Bronner, Rio, 2008, Universal Germany
- Walter Becker, Circus Money, 2008, Mailboat Records
- Moss, Moss, 2008, Sunnyside
- Rebecca Pidgeon, Behind the Velvet Curtain, 2008, Great American Music
- Herbie Hancock, River, 2007, Verve
- Los Angeles Guitar Quartet, LAGQ Brazil, 2007, Telarc
- Maria Schneider Orchestra, Cerulean Skies, 2007, Artist Share
- Osvaldo Golijov, Oceana, 2007, Deutsche Grammophon
- Edward Simon/Dave Binney, Oceanos, 2007, Criss Cross
- Stephen Bishop, Saudade, 2007, Target
- Fernando Huergo, The Structure of Survival, 2006, Fresh Sound
- Oscar Castro Neves, All One, 2006, Mack Avenue
- Donny McCaslin, Soar, 2006, Sunnyside
- Aaron Goldberg, Worlds, 2006, Sunnyside
- Till Bronner, Oceana, 2006, Universal
- Tim Ries, The Rolling Stones Project, 2005, Concord
- OSESP, São Paulo Symphony Orchestra, 2005, Biscoito Fino
- Edward Simon, Simplicitas, 2005, Criss Cross
- Helen Richman/Jenny Mitchell, Duo Essence, 2005, Essence
- Maria Schneider Orchestra, Concert in the Garden, 2004, Artist Share
- Miguel Zenon, Ceremonial, 2004, Marsalis Music
- Fred Hersch, Two Hands, Ten Voices, 2004, Broadway Cares
- Deidre Rodman, Simple Stories, 2003, Sunnyside
- Donny McCaslin, The Way Through, 2003, Arabesque
- John Patitucci, Songs, Stories, Spirituals, 2003, Concord
- Cyro Baptista, Beat the Donkey, 2003, Tzadik
- Aquilo Del Nisso, Cinco, 2003, Zabumba
- Guilhermo Klein, Los Guachos II, 2002, Sunnyside
- Clarence Penn, Saomaye, 2002, Verve
- Osvaldo Golijov, La Pasion Segun San Marcos, 2001, Hanssler
- John Patitucci, Communion, 2001, Concord
- Andrew Rathbun, True Stories, 2001, Fresh Sound
- Danilo Perez, Motherland, 2000, Verve
- Ben Sher, Please Take me to Brazil, 2000, BGI
- Bob Moses, Nishoma, 2000, Grapeshots
- Andrew Rathbun, Jade, 2000, Fresh Sound
- Steve Kuhn, The Best Things, 2000, Reservoir
- Guilhermo Klein, Los Guachos II, 1999, Sunnyside
- Danilo Perez, Central Avenue, 1999, Verve
- Ben Sher, Tudo Bem, 1998, BGI
- Fernando Brandão, Tempero Brasileiro, 1998, FBM
- Fernando Huergo, Living These Times, 1998
- Fresh Sound, Eric T. Johnson, By The Sea, 1997, Laugh and Jungle
- Arthur Maia, Arthur Maia, 1997,Paradoxx
- David Zoffer, The Beginning of the End, 1996, Zoffco
- George Garzone, Alone, 1995, NYC
- Bob Moses, Time Stood Still, 1994, Gramavision
- Hermeto Pascoal, A Festa Dos Deuses, 1992, Polygram
- Adoniram Barbosa, O Poeta do Bexiga, 1990, Som livre

## Prêmios e nomeações
Luciana Souza ganhou o prêmio Female Jazz Singer of the Year em 2005 e 2013 pelo Jazz Journalists Association dos Estados Unidos.